# Ópera prima
Ópera prima és una pel·lícula espanyola còmica de 1980 dirigida per Fernando Trueba i protagonitzada per Óscar Ladoire. Va ser escrita per Ladoire i Trueba. És un dels films més aclamats del cinema espanyol dels anys 1980, i un paradigma de l'anomenada "comèdia madrilenya".

## Sinopsi
Matías, un jove recentment separat de la seva dona, es va enamorant de la seva cosina Violeta, una noia apassionada pel violí i l'estil hippie.

## Repartiment
- Óscar Ladoire... Matías
- Paula Molina... Violeta
- Antonio Resines... León
- Luis González Regueral... Nicky
- Kiti Mánver... Ana
- Alejandro Serna... Nicolás
- Marisa Paredes... Zoila Gómez
- David Thomson... Warren Belch
- Tony Valento... Home del supermercat
- El Gran Wyoming... Macarra

## Recepció
Carlos Boyero, a la Guía del Ocio de maig de 1980, va escriure d'ella:
| « | «Trueba, amant d'epopeies somiades parla del que veu, amb tendresa, amb sarcasme, amb frescor, sense solemnitat, sense buscar sortides definitives, sense demanar res, amb intel·ligència. Ópera prima, comèdia, tros de vida, puresa en moviment, salt al rodo sense closques que espantin el perill.» | » |

## Premis
- 37a Mostra Internacional de Cinema de Venècia (1980)
- Premi al millor jove talent (Fernando Trueba)
- Premi al millor actor (Óscar Ladoire)

- Fotogramas de Plata
- Millor intèrpret de cinema espanyol (1980) (Óscar Ladoire)